# La-Mesa-Staudamm
Der La-Mesa-Staudamm ist eine Talsperre im Barangay Novaliches in Quezon City auf den Philippinen. Der Staudamm und der dazugehörige La-Mesa-Stausee ist Teil des Ipo-Angat-La-Mesa-Wassersystems, welches weite Teile der Wasserversorgung des Großraums Metro Manila sowie angrenzender Gebiete Bulacans und Cavites sicherstellt.

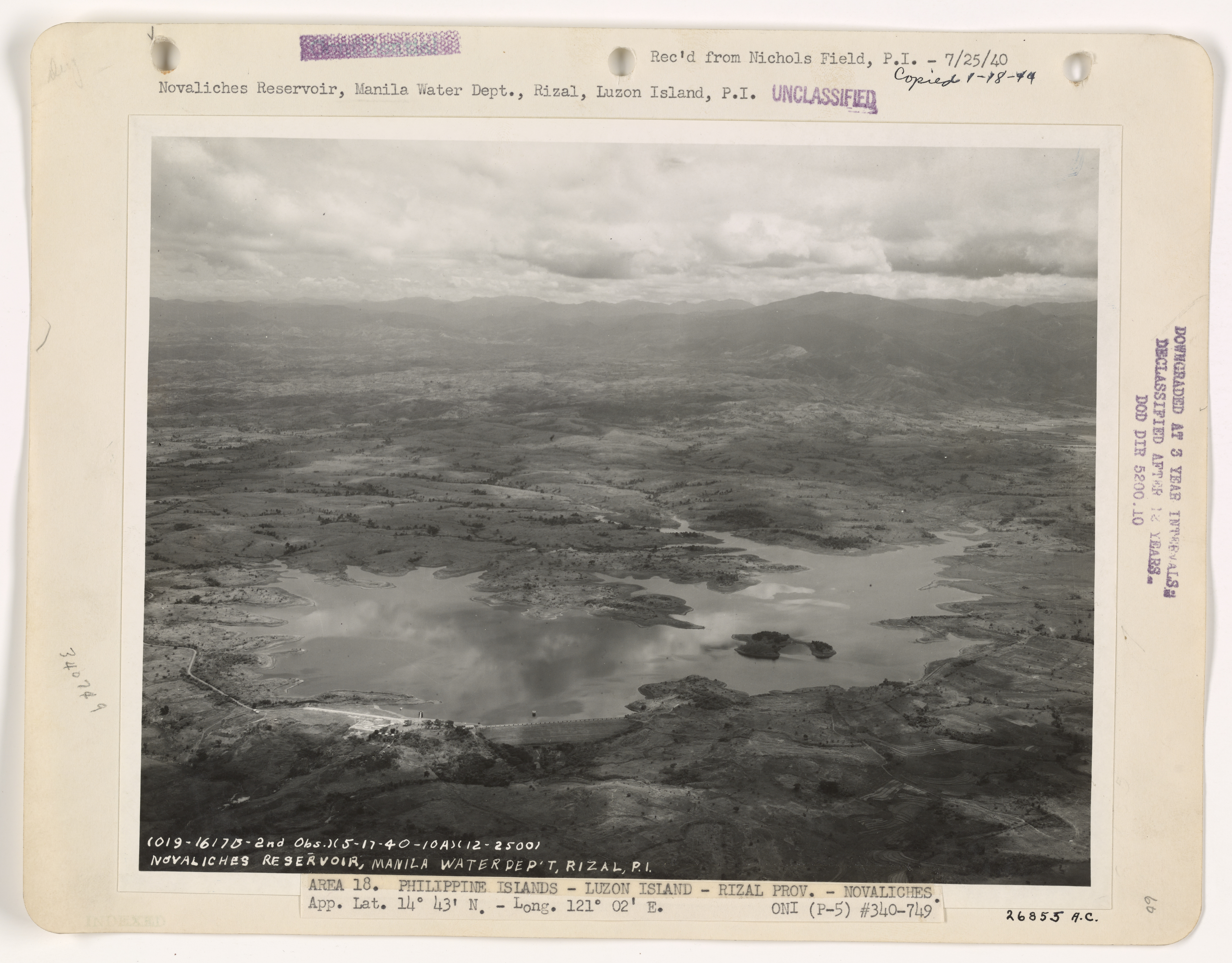
Historisches Luftbild des La-Mesa-Damms und -Stausees aus dem Jahr 1940

Erbaut wurde der La-Mesa-Staudamm 1929, um die Wasserversorgung der wachsenden Bevölkerung des Großraums Manila sicherzustellen. Die Historiker Emmanuel Franco Calairo und Rosalina Morales Franco-Calairo erzählen in deren Buch Ang Kasaysayan ng Novaliches (Die Geschichte Novaliches), welches 1997 veröffentlicht wurde, dass zwischen 1920 und 1926 die Verantwortlichen des damaligen Metropolitan Water District MWD (Großstädtische Wasserverwaltung) entschieden hatten, einen neuen Staudamm zu erbauen. Dieser sollte den alten Wawa-Damm in Montalbal, dem heutigen Rodriguez in der Provinz Rizal, ersetzen, da für die wachsende Bevölkerung Manilas mehr Wasser benötigt wurde. Der Standort in Novaliches wurde aufgrund der günstigen Topographie mit abfallendem Gelände aus Richtung des Wassereinzugsgebietes gewählt, vor allem aus Richtung Norzagaray in der angrenzenden Provinz Bulacan. Dort befindet sich inzwischen auch der 37 km lange Angat-Stausee, welcher heute die Hauptwasserquelle für den La-Mesa-Stausee darstellt. 
Nach dem ursprünglichen Bau der Talsperre 1929 wurde der Damm 1959 auf die heutige Höhe von 24 Metern erhöht. Die maximale Stauhöhe liegt seitdem bei 80 Metern über dem Meeresspiegel. Bei Erreichen von 80,15 Metern läuft überschüssiges Wasser durch eine Hochwasserentlastungsanlage in den Fluss Tullahan ab. Bei starkem Wasserabfluss kommt es dadurch zu Hochwassergefahr in einigen Gebieten entlang des Flusses in Quezon City, Caloocan, Valenzuela sowie in Malabon und Navotas City. Kommt es während trockener Hitzeperioden zu einer Stauhöhe von weniger als 69 Metern, kann es zu Wasserrationierung kommen, da damit ein kritischer Level erreicht ist.
Das Wasser aus dem La Mesa Reservoir wird von zwei Wasserversorgern entnommen: Manila Water Inc., welche den östlichen Teil der Hauptstadtregion versorgt, und Maynilad Water Services Inc., welche die westlichen Gebiete der Region versorgt. Das Speichervolumen des La-Mesa-Reservoirs entspricht in etwa dem Wasserbedarf des Großraums Metro Manila für 19 Tage.
Direkt unterhalb des La-Mesa-Staudamms befindet sich der La Mesa Eco Park, eine 32 Hektar große Parkanlage.